# Hospital Universitario Nuestra Señora de Candelaria

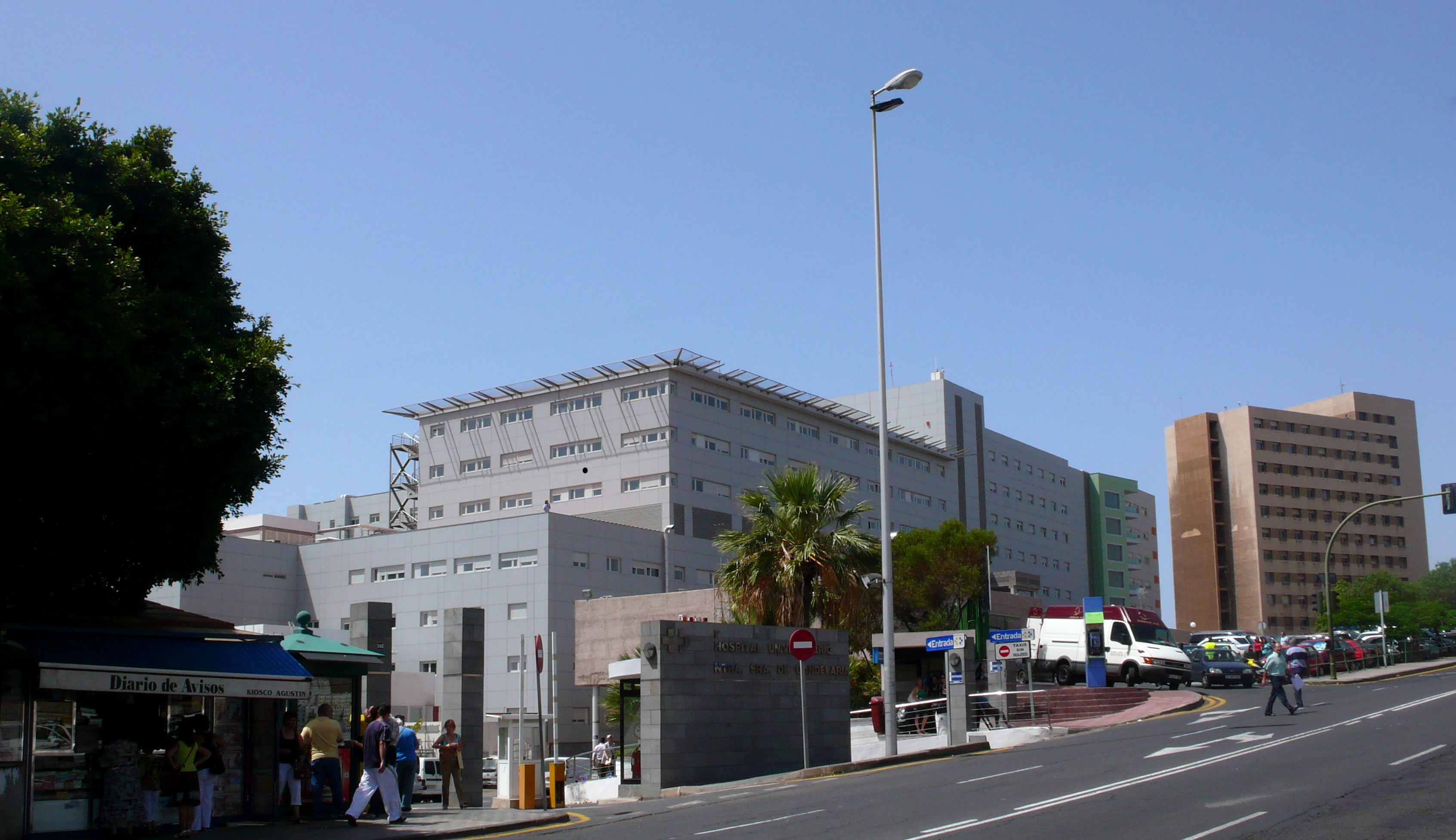
Hospital Universitario Nuestra Señora de Candelaria.

Hospital Universitario Nuestra Señora de Candelaria är ett universitetssjukhus som ligger på Teneriffa i Spanien. Det invigdes 1966 och ligger i Santa Cruz de Tenerife. Sjukhuset betjänar invånarna i de östra och södra kommunerna på Teneriffa och är dessutom referenssjukhus till La Gomera och El Hierro.
Sjukhuset har en yta på 82,035 m2 och är det största sjukhuskomplexet på Kanarieöarna. Det anses tillsammans med Hospital Universitario de Canarias vara ett remiss-sjukhus för vissa specialiteter för hela Kanarieöarna och även Spanien.